# العنب المر (فلم)
العنب المر: فيلم دراما وإثارة مصري، انتج في عام 1965، من إخراج فاروق عجرمة، وهو أول فيلم يخرجه، ومن بطولة: أحمد مظهر، لبنى عبد العزيز، أحمد رمزي، علي زيوار، عمر الحريري.

## قصة الفيلم
قصة الفيلم مقتبسة من إحدى روايات الدكتور مصطفى محمود، وهي تدور حول اللصين (هاشم) و(توفيق) اللذين يهربان من ملاحقة الشرطة لهما، وينتهي بهما المطاف بالاختباء في إحدى القرى النائية، ويعمل هاشم لدى (راشد) الإقطاعي، وخلال عمله يجد هاشم نفسه مع منافسة (ابن راشد) على كسب قلب فتاة من أهل القرية تدعى (نادية)، وهو ما لا يروق بالمرة لراشد وابنه؛ مما يدفع راشد للنبش في ماضي هاشم.

## وصلات خارجية
- مقالات تستعمل روابط فنية بلا صلة مع ويكي بيانات